# Daniel Wakeham
Daniel „Dan“ Wakeham (* 12. November 1981 in Plymouth) ist ein ehemaliger britischer Snowboarder. Er startete in der Disziplin Halfpipe.

## Werdegang
Wakeham belegte bei den Weltmeisterschaften im Januar 2005 in Whistler den 49. Platz und nahm im folgenden Monat in Bardonecchia erstmals am Snowboard-Weltcup teil, wobei er die Plätze 50 und 47 errang. Im selben Monat siegte er zweimal beim Europacup am Klínovec und gewann damit die Halfpipe-Wertung des Europacups. In der Saison 2005/06 errang er mit Platz fünf in Leysin seine erste Top-Zehn-Platzierung und zugleich seine beste Platzierung im Weltcup. Beim Saisonhöhepunkt, den Olympischen Winterspielen im Februar 2006 in Turin, kam er auf den 26. Platz. In folgenden Jahren belegte er bei den Snowboard-Weltmeisterschaften 2007 in Arosa den 35. Platz und erreichte in der Saison 2007/08 mit dem 28. Platz im Halfpipe-Weltcup sein bestes Gesamtergebnis. Seinen 32. und damit letzten Weltcup absolvierte er im März 2009 in La Molina, welchen er auf dem 19. Platz beendete.

## Teilnahmen an Weltmeisterschaften und Olympischen Winterspielen

### Olympische Winterspiele
- 2006 Turin: 26. Platz Halfpipe

### Snowboard-Weltmeisterschaften
- 2005 Whistler: 49. Platz Halfpipe
- 2007 Arosa: 35. Platz Halfpipe

## Weltcup-Gesamtplatzierungen
| Saison  | Gesamt | Gesamt | Halfpipe | Halfpipe |
| Saison  | Punkte | Platz  | Punkte   | Platz    |
| ------- | ------ | ------ | -------- | -------- |
| 2004/05 | -      | -      | 32       | 89.      |
| 2005/06 | 824    | 109.   | 824      | 31.      |
| 2006/07 | 791    | 79.    | 791      | 30.      |
| 2007/08 | 826    | 109.   | 826      | 28.      |
| 2008/09 | 236    | 193.   | 222      | 61.      |